# Payagasta
Payagasta é um município da província de Salta, na Argentina.